# Rodrigo Díaz (cyclisme)
Pour les articles homonymes, voir Díaz.
Rodrigo Díaz, né le 12 janvier 2002, est un coureur cycliste argentin. Il participe à des compétitions sur route et sur piste.

## Biographie
Rodrigo Díaz s'intéresse au cyclisme depuis sa petite enfance. Il découvre sa passion pour ce sport à cinq ans, en regardant passer une course de vélo sur ses terres natales. Actif sur piste, il devient champion d'Argentine de la course aux points en 2018, dans sa catégorie d'âge,. L'année suivante, il obtient une nouvelle médaille aux championnats nationaux sur piste chez les juniors. Il accumule aussi les titres de champion d'Argentine parmi les espoirs. Grâce à ses performances, il connaît diverses sélections en équipe nationale. 
Lors de la saison 2024, il est sacré champion d'Argentine de l'américaine et de la poursuite par équipes, sous les couleurs de la sélection de San Juan. Sur route, il se fait remarquer en prenant la troisième place de la Doble Difunta Correa, une épreuve d'envergure nationale. Il réalise également de bonnes performances sur le Tour de Mendoza en terminant troisième d'une étape et sixième du classement général. 
En février 2025, il se classe deuxième du Tour de San Juan, derrière son coéquipier Nicolás Tivani. Peu de temps après, il finit quatrième du Giro del Sol San Juan, tout en ayant remporté le classement de la montagne.

## Palmarès sur route
- 2024
  - 3e de la Doble Difunta Correa
- 2025
  - Circuito Paso
  - 3e étape du Tour de San Juan (contre-la-montre par équipes)
  - 2e du Tour de San Juan

## Palmarès sur piste

### Championnats nationaux
- 2018
  -  Champion d'Argentine de course aux points cadets
- 2021
  -  Champion d'Argentine de course aux points espoirs
  -  Champion d'Argentine de l'omnium espoirs
- 2022
  -  Champion d'Argentine de poursuite par équipes (avec Nicolás Tivani, Rubén Ramos et Santiago Sánchez)[6]
  -  Champion d'Argentine de course aux points espoirs
  -  Champion d'Argentine de l'omnium espoirs
- 2023
  -  Champion d'Argentine de poursuite par équipes (avec Rubén Ramos, Daniel Juárez, et Santiago Sánchez)[7]
  -  Champion d'Argentine de l'américaine (avec Rubén Ramos)[8]
- 2024
  -  Champion d'Argentine de l'américaine (avec Rubén Ramos)
  -  Champion d'Argentine de poursuite par équipes (avec Rubén Ramos, Darío Álvarez et Santiago Sánchez)